# Kensington (Kansas)
Kensington – miasto w Stanach Zjednoczonych, w stanie Kansas, w hrabstwie Smith.